# Pomník Vojtěcha Lanny staršího
Pomník Vojtěcha Lanny staršího stojí na Sadech v Českých Budějovicích poblíž západního konce Lannovy třídy. Vznikal mezi lety 1866 až 1879 v C. k. umělecké slévárně ve Wiedenu pod uměleckým vedením Franze Pönningera. Byl placen z větší části z dlouhodobé veřejné sbírky, kterou za účelem uctění zesnulého budějovického rodáka Vojtěcha Lanny staršího iniciovala městská rada. Je nejstarším budějovickým pomníkem a jedním z mála, který přežil tavení kovových zvonů a soch za druhé světové války. V květnu 1945 byl stržen davem, silně poškozen a uklizen do ústraní. K jeho částečné obnově a znovuvztyčení došlo v roce 1993. 

## Historie

### Proces vzniku
Po smrti Vojtěcha Lanny staršího se hned v lednu sešli v Českých Budějovicích prominentní občané města a domluvili se na zřízení Comité pro zřízení pomníku V. Lanny v Českých Budějovicích. Mezi členy desetičlenného Comité byly například průmyslník Carl Hardtmuth, starosta města Eduard Claudi, advokát Wendelin Rziha, továrník Johann Stegmann nebo předseda budějovické Obchodní a průmyslové komory Josef Schier. Comité získala povolení k veřejné sbírce (subskripci) od českého místodržícího Richarda Belcrediho a rozeslala výzvy do celé řady novin. K procesu vzniku pomníku byly posléze přizváni také Vendelín Grünwald, Hynek Zátka a budějovický biskup Jan Valerián Jirsík. Jirsík navrhoval místo pomníku postavit sirotčinec, což by podle jeho mínění bylo vhodnějším uctěním Lannovy památky, ale nebyl vyslyšen.
Už v únoru 1866 se ohlásil ředitel vídeňské C. k. umělecké slévárny Anton Fernkorn s nabídkou na vyhotovení pomníku. Sbírka se rozbíhala, mezi největší přispěvatele patřil Lannův přítel hlubocký kníže Jan Adolf II. ze Schwarzenbergu. Po přestávce způsobené prusko-rakouskou válkou a epidemií cholery v Českých Budějovicích byla uspořádána další schůze Comité, kterou navštívil také poslanec Wenzel Rosenauer žijící většinu času ve Vídni. Tam se mu podařilo získat sliby dalších významných finančních prostředků mimo jiných od prokuristy firmy Lanna Moritze Gröbeho nebo Antona Banhanse (budoucího ministra zemědělství). Comité tehdy ještě váhala, komu zakázku na pomník svěřit, ale nakonec byla zadána C. k. umělecké slévárně ve Wiedenu, kterou mezitím převzal po Fernkornovi jeho nástupce Franz Pönninger. V červenci 1868 zaslal z Vídně svůj první návrh, který už počítal s vytvořením pomníku s reliéfem obíhajícím válcový podstavec, na kterém by stála samotná socha Vojtěcha Lanny staršího. V průběhu projektu docházelo k dalším úpravám, ale nakonec se v březnu 1874 Franz Pönninger zavázal k rozpočtu ve výši 20 500 zlatých a postavení pomníku během podzimu příštího roku.

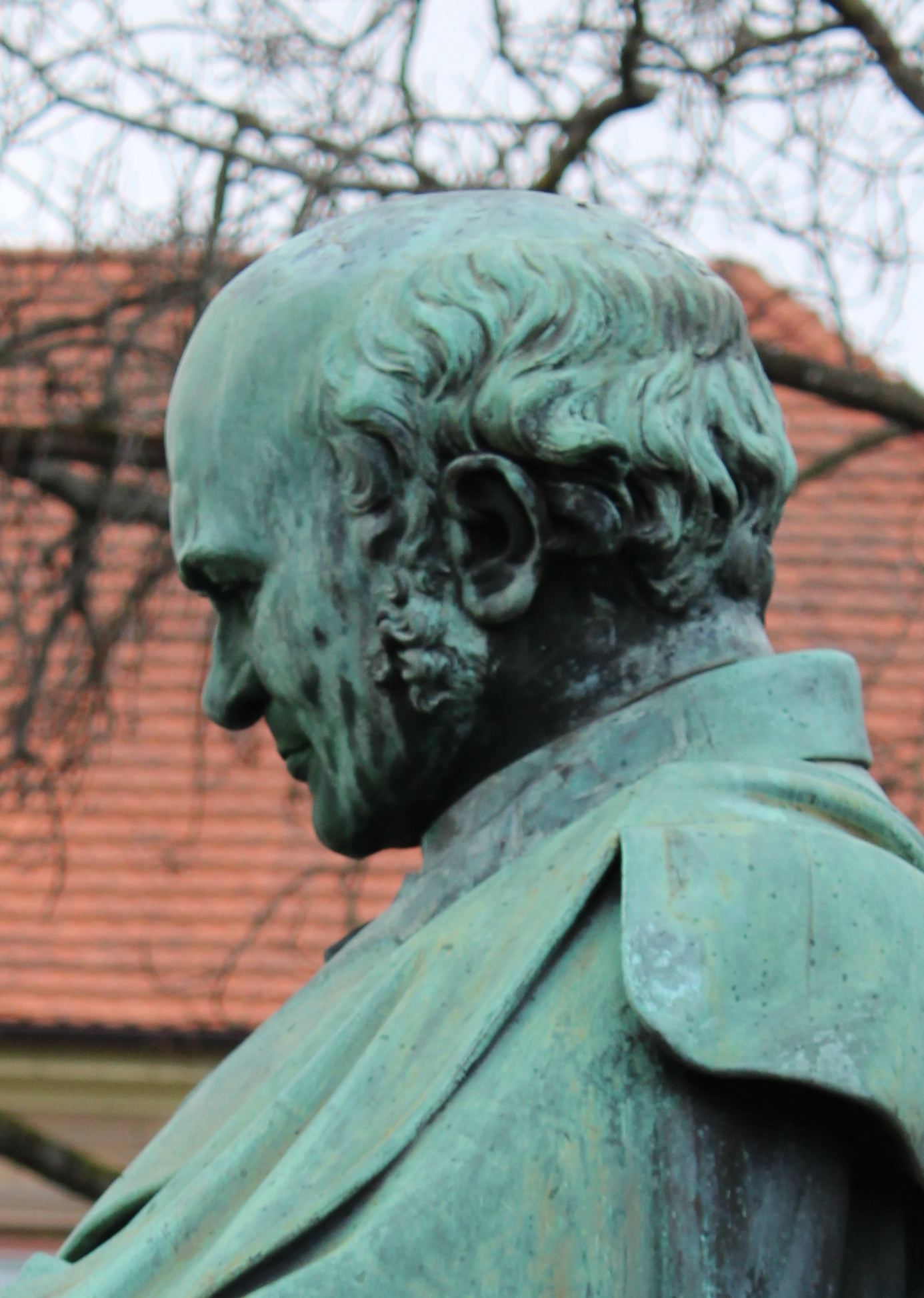
detail hlavy

V srpnu Pönninger navštívil Budějovice a dohodl se s členy Comité na umístění pomníku v nově vznikajícím městském parku na místě dřívějšího opevnění (městské Sady). K vyhotovení kamenných částí pomníku byl vybrán Erhard Ackermann, zkušený kameník působící v oblasti Smrčin, který s Pönningerem spolupracoval například také na pomníku arcivévody Johanna ve Štýrském Hradci. Termín podzimu 1875 nebyl dodržen, v prosinci si Pönninger nechal zaslat z Budějovic do Vídně malířský portrét Vojtěcha Lanny staršího od Bartoloměje Čurna, aby mohl lépe vymodelovat Lannovu hlavu. Datum slavnostního odhalení se opakovaně posouvalo. Po symbolickém odlití železných sloupků a řetězů pomníku ve Vojtěšské huti (založené Lannou) byl určen konečný termín - sobota 24. května 1879.
Slavnost začala bohoslužbou v klášterním kostele Obětování Panny Marie, kterou celebroval budějovický biskup Jirsík. Všichni slavnostní hosté se potom průvodem odebrali na vyzdobené prostranství před zakrytým pomníkem, starosta a předseda Comité Eduard Claudi přednesl svůj proslov a sám autor pomníku Franz Pönninger poté pomník odhalil. Vystoupila řada pěveckých spolků, dva hlavní budějovické pěvecké spolky (Liedertafel a Beseda) výjimečně přerušily vzájemné bojkotování a vystoupily oba. Následovalo kladení věnců. Své věnce k pomníku položili například železničářský manažer Georg Löw, pražský politik Franz Schmeykal, pražský bankéř Karl Amadeus Ritter von Zdekauer, Labský spolek nebo Lodní spolek z Ústí nad Labem. Užší skupina vybraných hostů se pak odebrala na banket do Německého spolkového domu. Byl přečten omluvný dopis bavorského královského tajného rady Dr. Friedricha Scanzoniho von Lichtenfels z Würzburgu, který byl Lannovým příbuzným a v Budějovicích strávil část svého života. Následovala řada přípitků k poctě Vojtěcha Lanny staršího. Jeho syn Vojtěch Lanna mladší byl jmenován čestným občanem města a ten při této příležitosti předal městu příspěvek 10 000 zlatých do fondu sirotků.
Slavnostním událostem byl přítomen také českobudějovický fotograf Johann Rundensteiner, který ji zachytil na svých snímcích. Kvalitní fotografie čerstvě odhaleného pomníku pořídil také Josef Woldan.

### První období existence

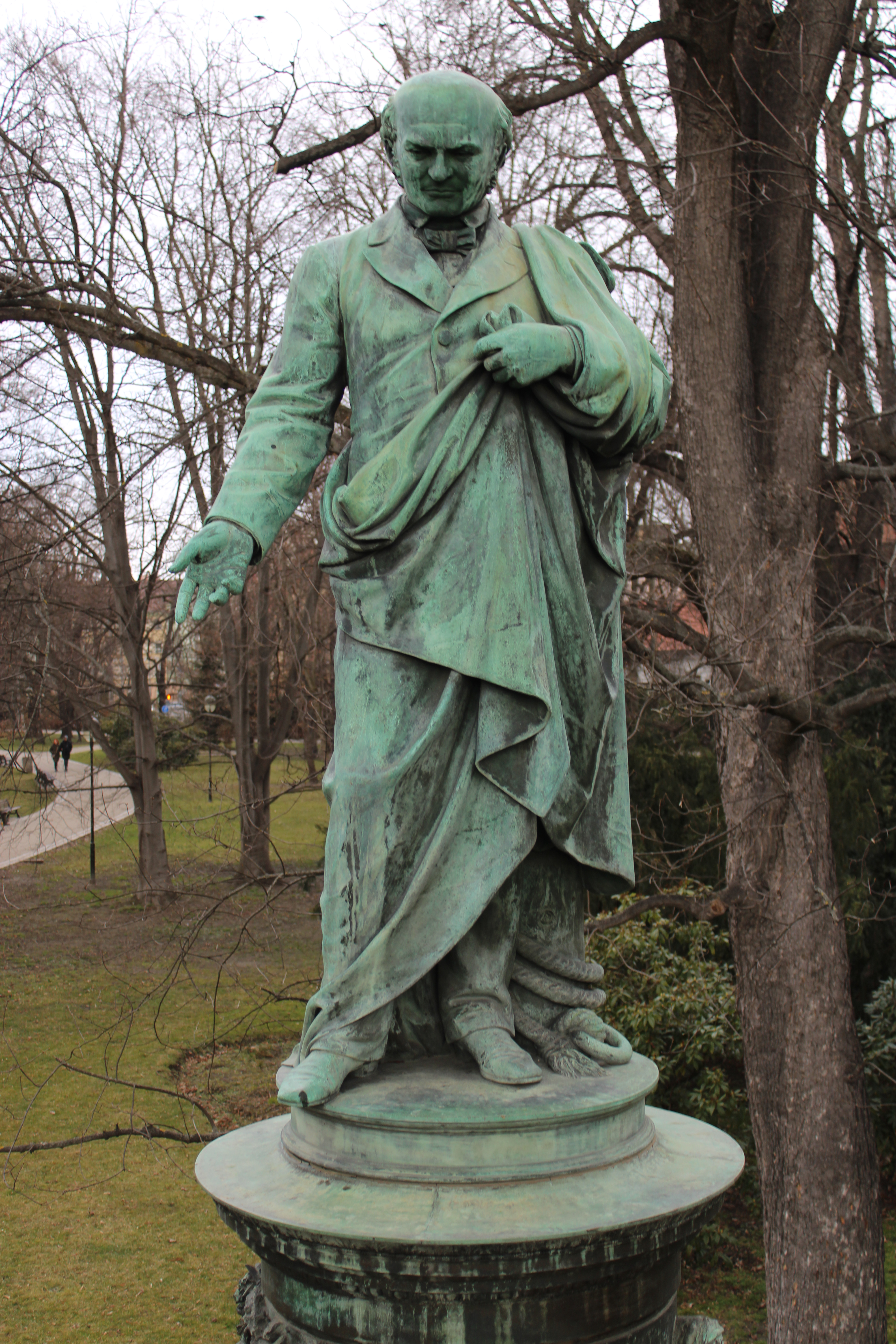
portrétní socha

Už tři měsíce po odhalení pomníku musel Franz Pönninger odpovídat městské radě na stížnosti ohledně skvrn rzi, které se na pomníku tvořily. Vzájemná korespondence ohledně technických závad pak pokračovala přinejmenším další čtyři roky. Během této doby v městských Sadech přibyly další sochařská díla - socha bohyně Diany (1881) a poté pomník s bustou Josefa II. od Viktora Oskara Tilgnera (1883) jako jedna z reakcí na vyhlášení Stremayrových dekretů.
Pomník Josefa II. byl po vyhlášení Československé republiky stržen a vhozen do Mlýnské stoky, Lannův pomník zůstal bez úhony. Přečkal dokonce i období druhé světové války, kdy byly v protektorátu Čechy a Morava sbírány velké kovové předměty a taveny pro vojenské účely. Krom pražského pomníkového úřadu se o zachování pomníku zasloužil také budějovický vládní komisař Fridrich David. Pomník Vojtěcha Lanny staršího byl tehdy jediným bronzovým pomníkem v okrese, který byl ze seznamu vyškrtnut.

### Stržení a odklizení

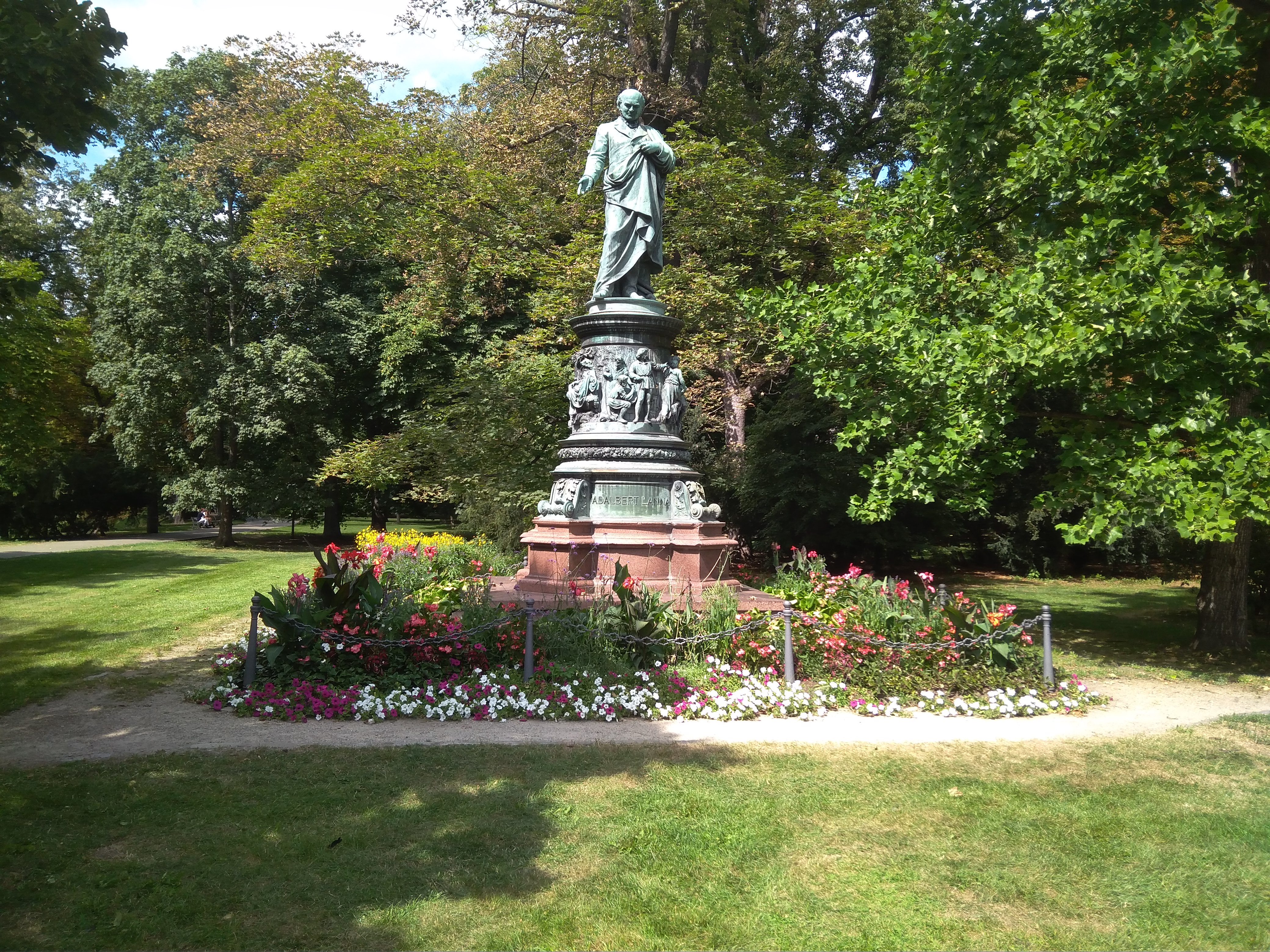
pomník s letními květinovými záhony

Pomník sice přečkal obě světové války, k jeho stržení přesto došlo 16 dní po německé kapitulaci v květnu 1945. V noci byl za přihlížení davu po omotání řetězy a provazy zapřáhnut za traktor a stržen k zemi za asistence ženistů sovětské armády. Celé Sady čekaly velké úpravy, které začaly v září 1946 a skončily až o dva roky později. Původně je měly provádět vězni ze shromažďovacího táboru pro Němce, kteří zde čekali na své vysídlení, nakonec ale bylo rozhodnuto zadat tyto práce vězňům z budějovické věznice v Justičním paláci. Socha bohyně Diany zmizela a klasicistní altán zvaný Templ byl po téměř 130 letech své existence stržen.
Poškozený Lannův pomník byl přesunut do Lannovy loděnice, odkud se potom dostal na dvůr ZŠ Dukelská a posléze byl uložena v bavorovickém depositáři Jihočeského muzea.
V roce 1963 začal pracovník českobudějovické památkové péče Karel Kakuška pracovat na návrhu na obnovu pomníku, ale celý dlouhý proces se nestihl dokončit do událostí roku 1968, po kterých obnova pomníku budějovického podnikatele a průmyslníka opět nepřipadala v úvahu.

### Obnova
V roce 1991 došlo k převedení poničeného pomníku z majetku Jihočeského muzea do majetku města. Následně byl převezen na zahradu domu akademického sochaře Ivana Tláška v Libníči, který provedl její restaurování. Byly také odlity nové tenčí sloupky a řetězy a celý pomník byl nově postaven hlouběji v parku než byla jeho původní poloha a pootočen, takže už jeho čelní hrana není souběžná s hranou ulice. Celý pomník byl slavnostně znovuodhalen 2. října 1993

## Prvky pomníku

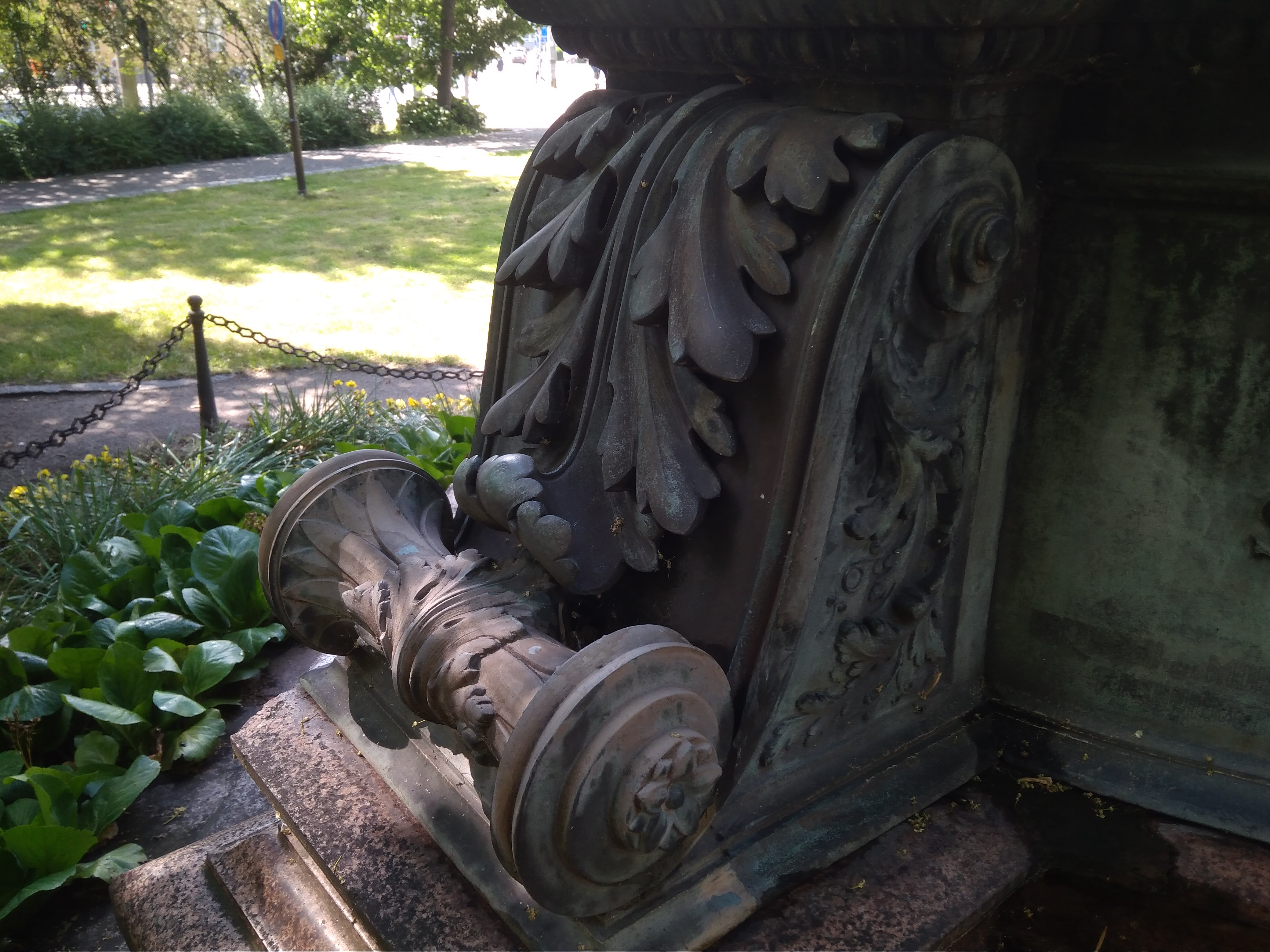
jedna z volut oddělujících nápisy

Celý pomník je vysoký 664 cm, z toho figura Lanny tvoří 269 cm. Podstavec sochy je z červené žuly dovezené z oblasti Bayreuthu a podle návrhu Franze Pönningera byl vytvořen kameníkem Erhardem Ackermannem z Weissenstadtu.

### Nápisy
Na žulový podstavec navazuje podstavec z bronzu se čtyřmi textovými tabulkami oddělenými volutami. Na jižní (čelní) straně je nápis Adalbert Lanna. Na východní a západní straně jsou dvě čtyřverší.

Na východě:
```
Freudig und rastlos schaffend
entrang Er dem Boden die Schätze
ebnet den Fluthen die Bahn
sie zu tragen ans Meer.
```

Do češtiny:

Radostně a neúnavně pracoval,

vyrval zemi její poklady,

narovnal toky řek,

aby je zanesly na moře.

Na západě:
```
Warmherzig gab Er der Heimath
Rath, Hilfe und Beispiel,
ihrer Jugend das Beste:
eine Stätte der Bildung.
```

Do češtiny:
Srdečně poskytoval vlasti

radu, pomoc a příklad,

její mládeži to nejlepší:

místo pro vzdělávání.

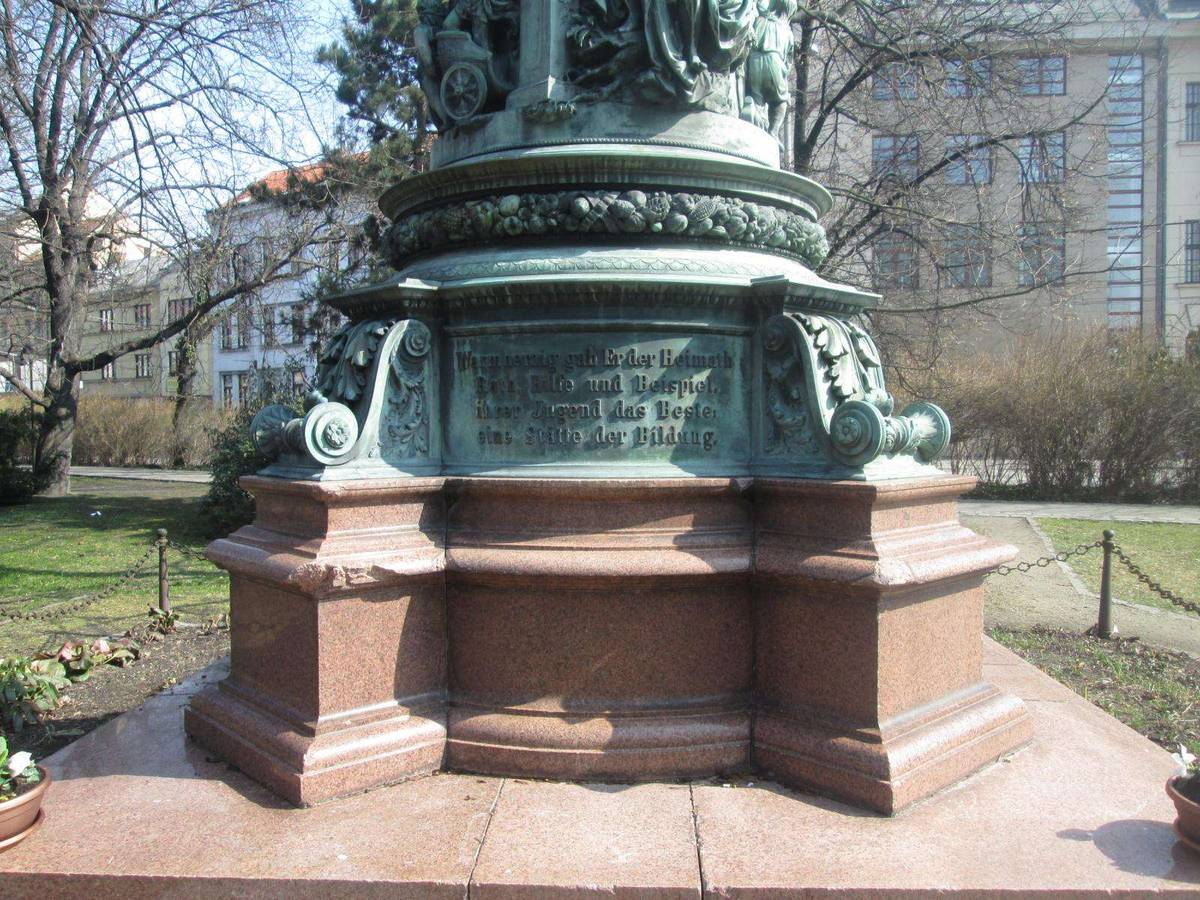
detail západní strany soklu

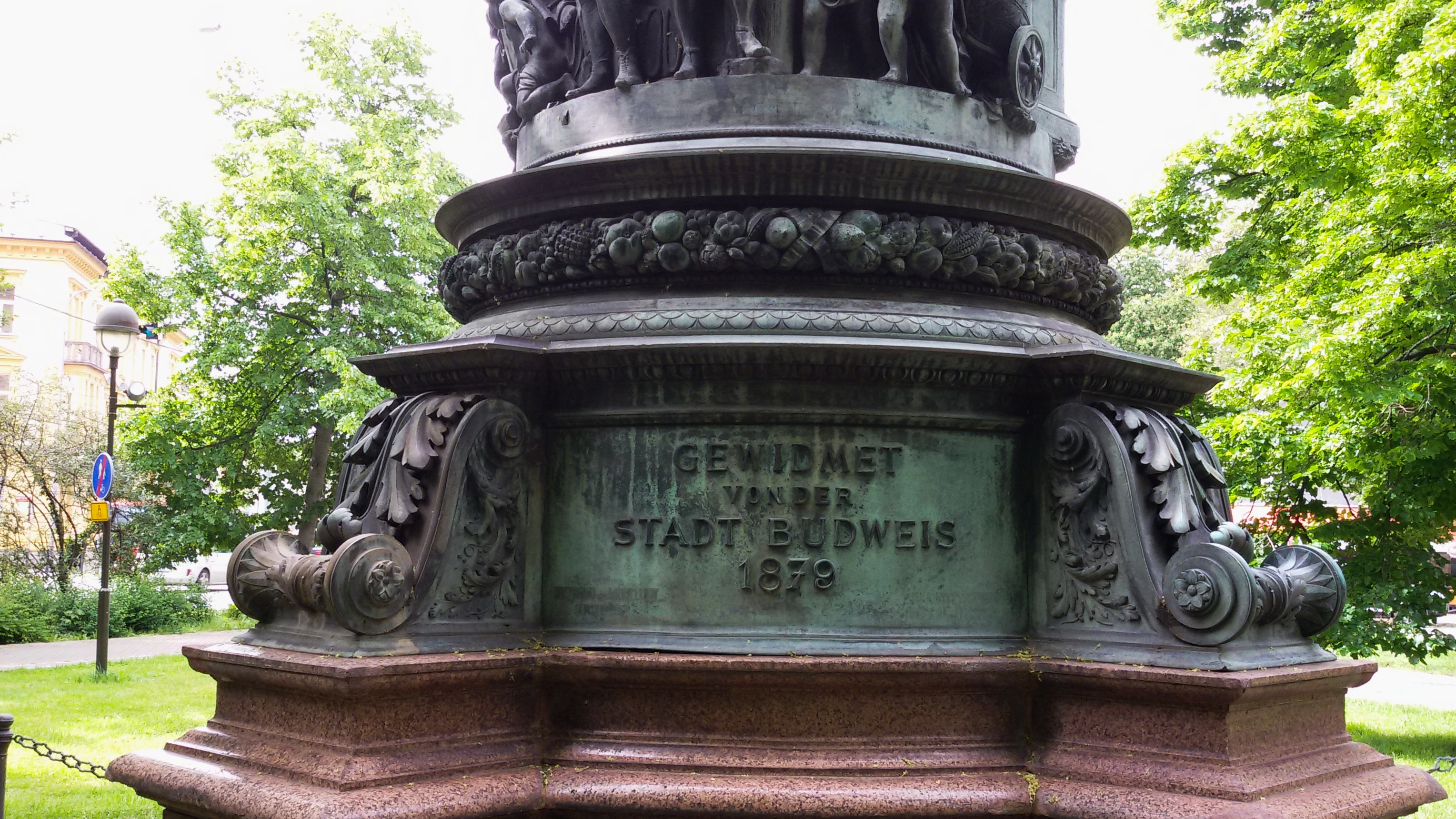
zadní strana soklu

Na zadní straně pomníku je velkými písmeny napsáno:
```
Gewidmet
von der
Stadt Budweis
1879
```

Do čestiny: Věnováno městem Budějovice 1879. Menším písmem nestrhávajícím pozornost je celý pomník vzadu podepsán. 
Vlevo dole:
```
Erfunden und modellirt
F. Pönninger
```

Do češtiny: Vymyšleno a vymodelováno F. Pönningerem.
Vpravo dole:
```
K. k. Kunst Erzgiesserei
Rohlich und Ponninger Wien.
```

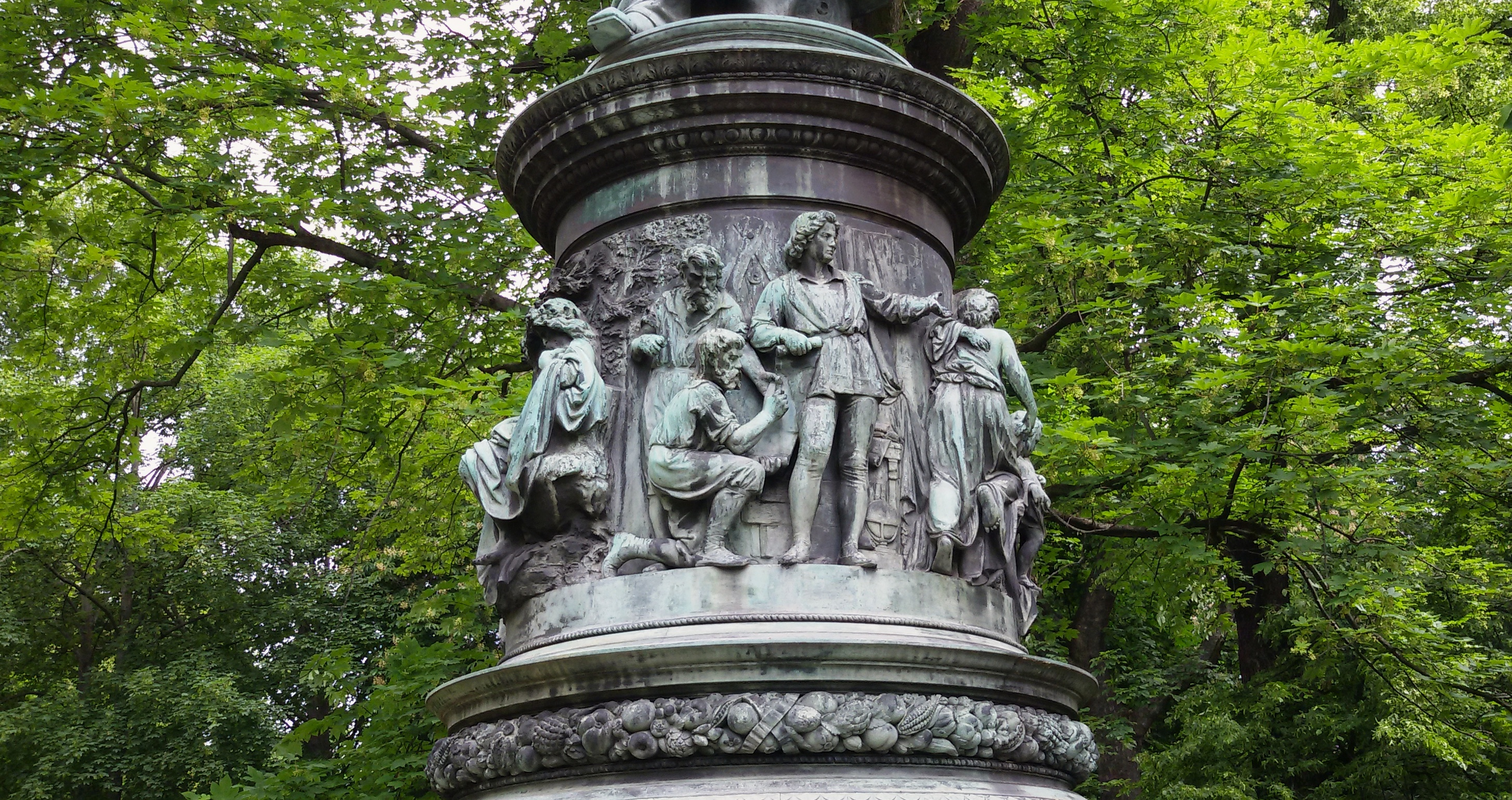
první reliéfní výjev

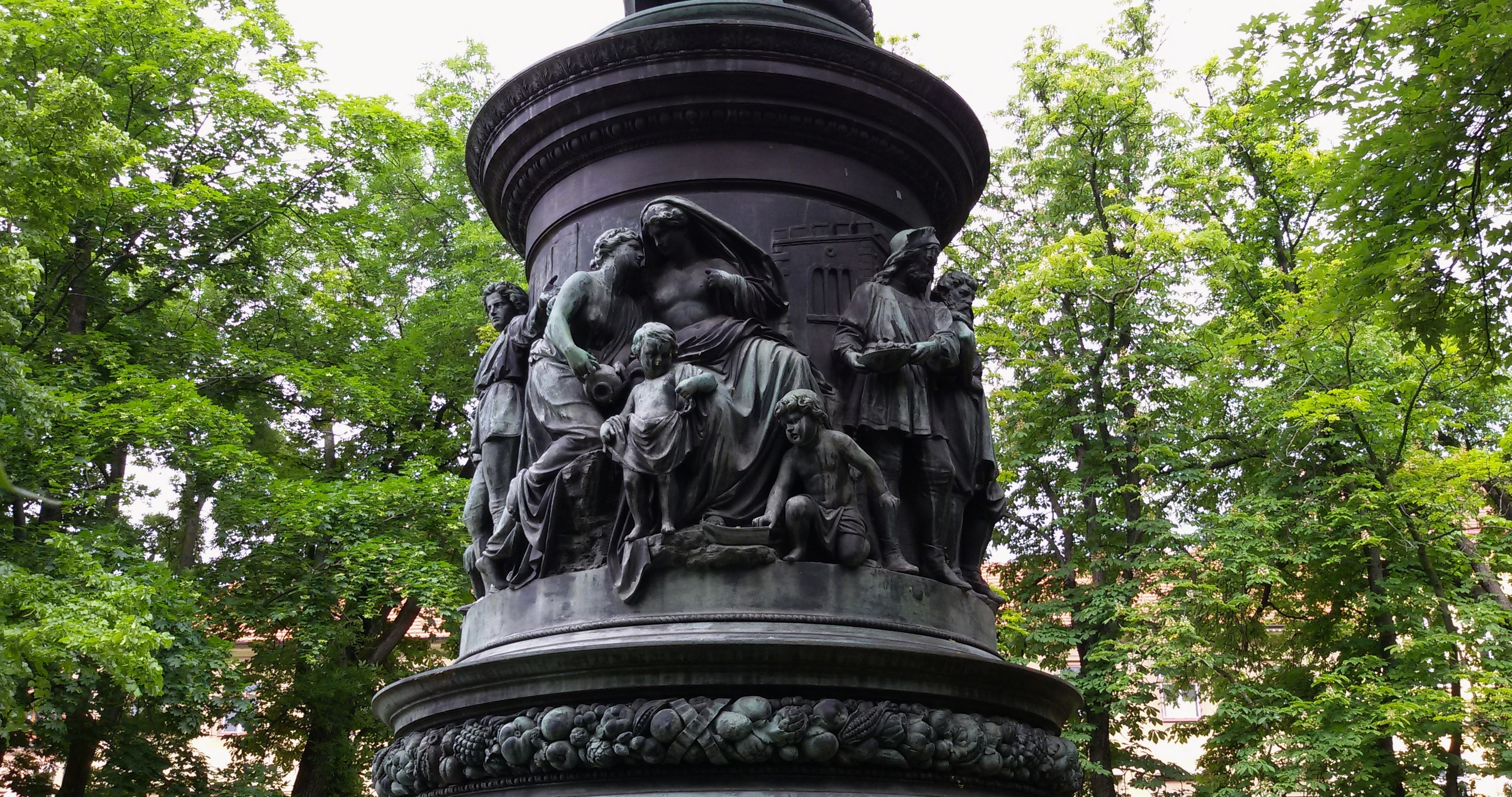
druhý reliéfní výjev

Do češtiny: C. k. umělecká slévárna Röhlich a Pönninger Vídeň.

### Reliéfy na válci

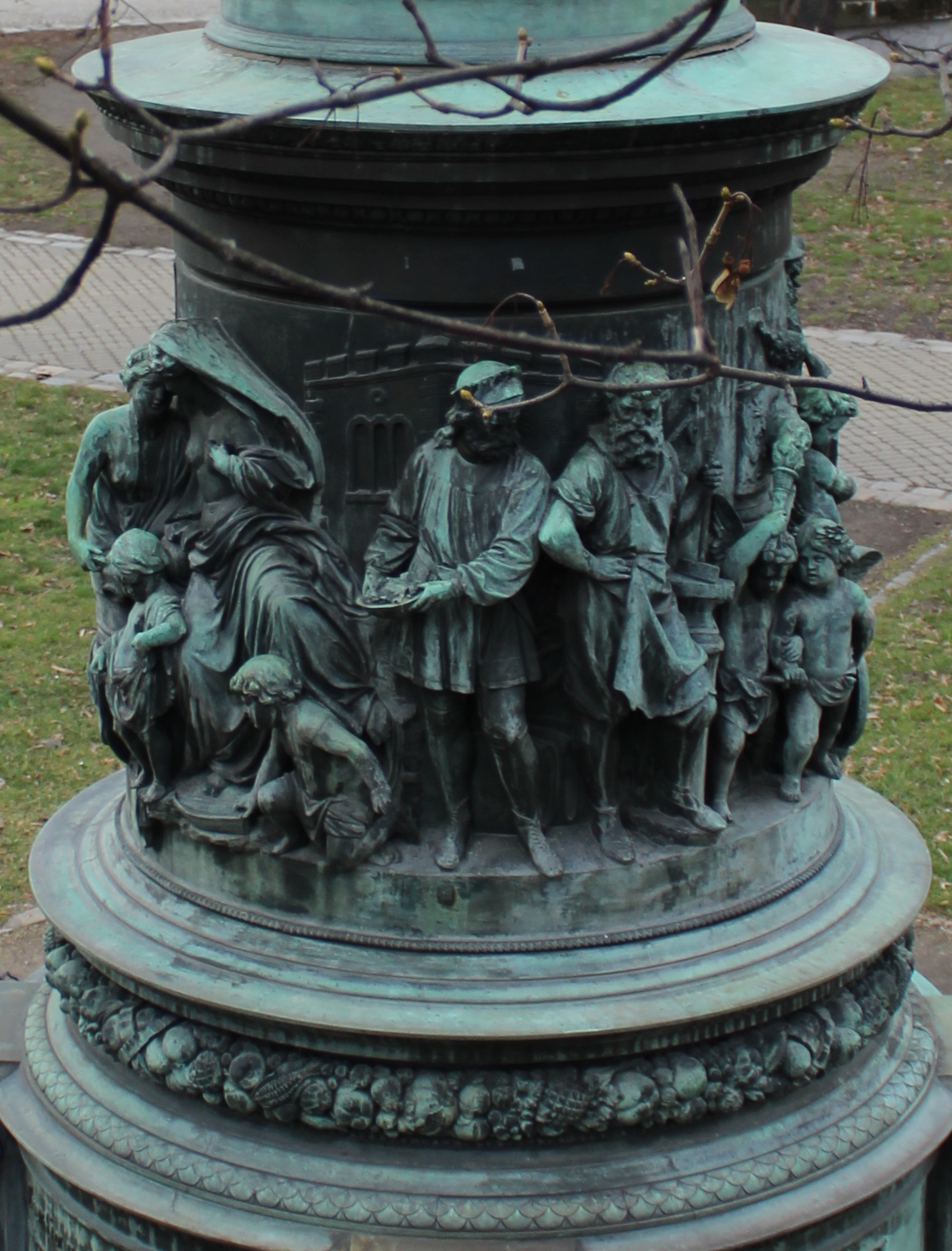
třetí reliéfní výjev

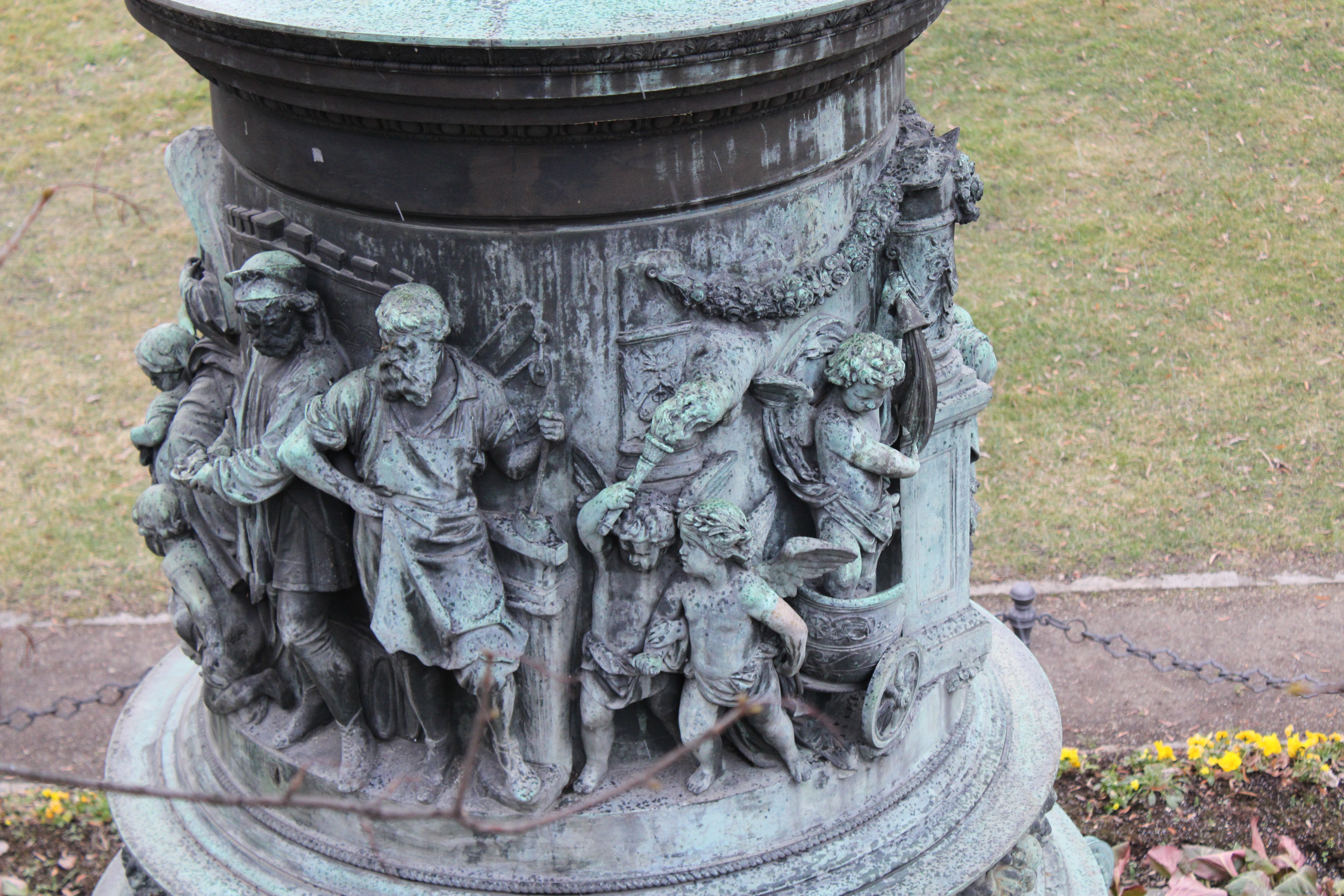
čtvrtý reliéfní výjev

Dalším patrem pomníku je válec s reliéfy. Nedochoval se žádný oficiální autorův komentář k významu reliéfů v jejich dokončené podobě a jsou tedy plně otevřené interpretaci. Výjevy postupují z čelní (jižní) strany směrem doprava, začátek a konec cyklu je vymezen silně vyčnívajícím sloupem na západní straně.
Na prvním výjevu je postava Starce a postava Mladíka, kteří spolu tvoří protiklad. Klečící pomocník Mladíka drží kružidlo a stojící pomocník se původně opíral o svislou dvoumužnou dřevorubeckou pilu. Ta už při restaurování pomníku v roce 1993 nebyla obnovena. Mladík je pravděpodobně idealizovaným zpodobněním samotného Vojtěcha Lanny staršího. Je zde patrně zdůrazňována inovativnost, pokrokovost a vědeckost Lannovy podnikatelské činnosti oproti staré, se samozřejmostí opakované tradice dělání věcí, tak jak byly dělány od pradávna.
Na druhém výjevu jsou zobrazeny dvě ženské postavy oděné do splývavých drapérií a před nimi dvě děti. Ženské postavy jsou alegorickými zpodobněními soutoku dvou řek, které hrály hlavní roli v obchodních aktivitách Vojtěcha Lanny staršího - prostovlasé Vltavy přiklánějí se k mohutnější Labi. Význam dvou chlapeckých postav není vůbec jasný, dřevěná loďka je asi odkazem na stovky říčních lodí, které byly v budějovické Lannově loděnici vyráběny a které vozili Lannovo zboží po obou řekách (Vltavě i Labi) až do Hamburku. Je možné se domnívat, že reliéf opět nebyl obnoven ve svém původním stavu. Z amfory alegorické Vltavy pravděpodobně dříve také "vytékala voda" a chlapec nalevo mohl zdviženou levou rukou tahat lodičku za provázek.
Ve třetím výjevu stojí vedle sebe dvě mužské postavy. Muž vlevo drží mísu, za pasem má hůlku k ověřování měr a na pozadí u nohou jsou složené sudy. Jedná se pravděpodobně o personifikaci Obchodu. Muž napravo v pracovní zástěře se opírá o kladivo a kovadlinu, na pozadí je vidět kladkostroj a ozubená kola. Je tedy pravděpodobně personifikací Průmyslu. Obě personifikace odkazují obecně k hlavním dvěma odvětvím Lannovy činnosti, ale možná také přímo k budějovické Obchodní a průmyslové komoře, kterou Lanna v roce 1851 spoluzaložil po návratu z londýnské první Světové výstavy.
Na posledním výjevu táhnou dva putti třetího, který jede ve voze skrz slavobránu. Putti s věncem ve vlasech má levou paži připevněnou pomocí skoby, což je pravděpodobně opět výsledkem hrubé opravy v roce 1993. Podobně u putto jedoucího ve voze jsou pochyby o původnosti pozice jeho pravé paže. Celý výjev je snad jakýmsi spojením tradičního ikonografického typu posmrtné apoteózy hlavního hrdiny (antický vůz projíždějící pod festonem do rozkvetlého Elysia) a nově vznikajícího ikonografického typu alegorie železnice (mocně kouřící pochodeň nesená vepředu a putto vylévající podél cesty roh hojnosti - symbol hospodářské prosperity, kterou má železnice přinášet).

### Sochařský portrét
Socha Vojtěcha Lanny staršího stojí na samém vrcholu pomníku a hledí dolů k divákovi. Levou rukou si přidržuje drapérii, která částečně zakrývá jeho civilní dobové oblečení. U levé nohy je zpodobněn jeho atribut jakožto c. k. loďmistra - molový kůl omotaný provazem.

## Možné předobrazy a příbuzná díla

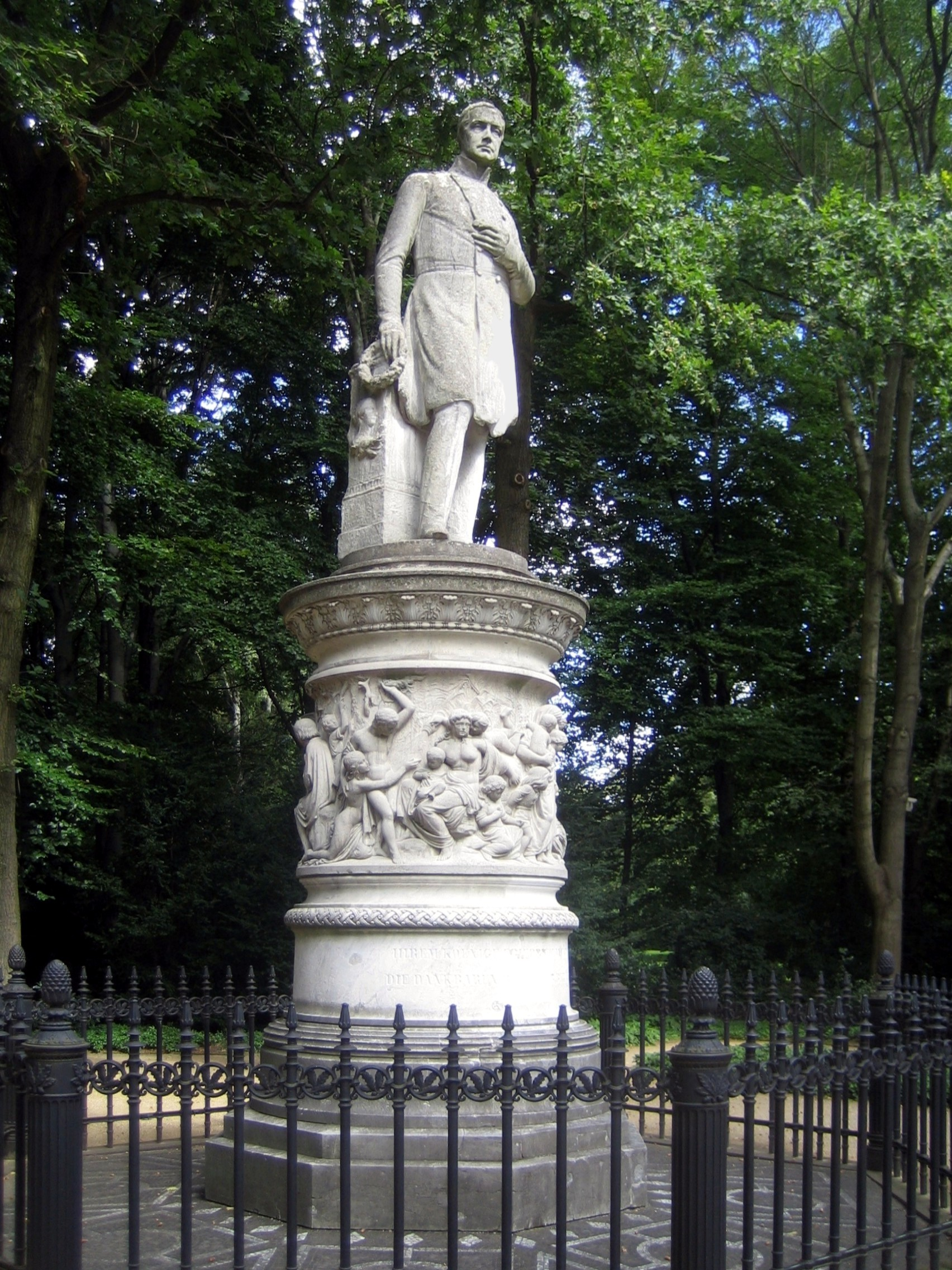
pomník Friedricha Viléma III. v berlínské Tiergarten z roku 1849 od Friedricha Drakea

Jako předobraz mohl Franzi Pönningerovi posloužit například pomník Friedricha Viléma III. v berlínské Tiergarten z roku 1849 od Friedricha Drakea nebo ještě starší londýnské pomníky - pomník admirála Horatia Nelsona z roku 1818 od Johna Flaxmana nebo pomník anglického krále Viléma IV. na křižovatce King William Street a Cannon Street odhalený v roce 1844. Všechny tyto pomníky mohl Pönninger osobně vidět během své zahraniční cesty v roce 1862.
Mezi formálně příbuzná soudobá díla patří například pomník arcivévody Maxmiliána v Terstu od Johanese Schillinga, edinburský pomník Johna Platta od D. W. Stevensona, janovský pomník lékaře Davida Chiossoneho od Santa Saccomanna nebo brémský válečný pomník od Karla Keila. Jen o málo pozdější jsou dva pomníky z berlínské Tiergarten - pomník Johanna Wolfganga Götheho od Fritze Schapera a pomník pruské královny Luisy Meklenbursko-Střelické od Erdmanna Enckeho. Z prostředí Čech pak podobnost nezapře pomník Karla Havlíčka v Kutné Hoře od Josefa Strachovského, který byl odhalen čtyři roky (1883) po Lannově pomníku.
V díle autora pomníku - Franze Pönningera - patří budějovický pomník Vojtěcha Lanny staršího mezi nejvýznamnější zakázky, na kterých pracoval, a snese srovnání s jeho dalšími dvěma pomníky dokončenými jen o málo dříve - pomníkem vídeňského starosty Ondřeje Zelinky ve vídeňském Městském parku a kašnovým pomníkem arcivévody Johanna stojícím na hlavním náměstí Štýrského Hradce.